# 에어버스 A340

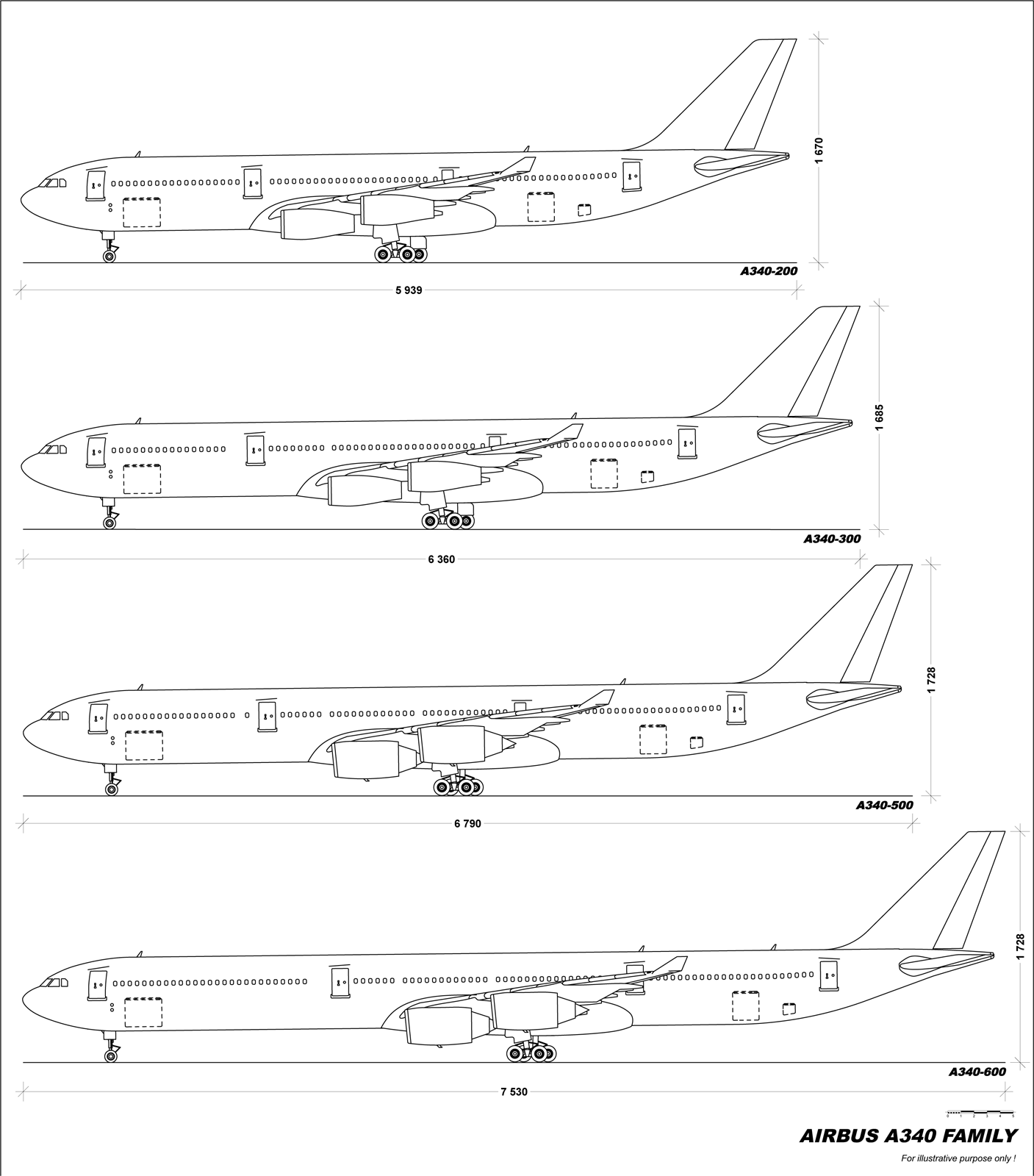
에어버스 A340 시리즈 길이비교

에어버스 A340(Airbus A340)은 1987년 A330과 동시에 개발된 장, 초장거리용 4발 광동체형 항공기로, 에어버스 최초의 4발기다.
1987년 최초로 200 모델과 300 모델이 개발되었고, 1997년에는 동체를 연장하고 RR의 트렌트 엔진으로 바꾼 500 모델과 600 모델이 개발되었다. 개발 당시 쌍발기는 엔진 고장 시 일정시간 내 비상착륙해야 하는 ETOPS 규정에 따라 다닐 수 있는 항로가 제한되었기 때문에, 항속거리에 민감한 장거리 노선을 많이 운용하는 항공사들을 목표로 설계되었다. A330과 비슷하게 같은 날개와 비슷한 동체 및 A320에서 선보인 플라이 바이 와이어 시스템을 탑재하였다. 그러나 항속거리, 수송량, 규모 등이 비슷한 보잉 777이 등장하자 엔진이 4개인 A340은 연료효율이 떨어지는 항공기로 전락했고, 결국 상업적으로 크게 성공하지 못했다.
2010년 7월 16일 이베리아 항공에 A340-600이 인도된 것을 마지막으로 생산이 중단됐다. 2011년 11월 초 에어버스는 A340의 생산을 종료한다고 발표하였고, 그 해 상업 여객기용은 완전히 단종됐다. 여객용의 단종 후에는 한동안 전용기(ACJ) 용도로 따로 주문을 받아서 제작했다.
대한민국 국적사들은 이 기종을 운용하지 않는다. 따라서 대한민국에서는 루프트한자 등의 외항사들을 통해서만 볼 수 있었으나, 현재는 해당 외항사들이 A350이나 B787같은 타 기종들로 대체하는 추세여서 보기가 어렵다. 2024년 5월 8일 스위스 국제항공이 A340-300으로 인천에 취항함으로 다시 볼 수 있게 되었다.

## 세부 기종

### A340-200, 300
보잉 747-400에서 제공 좌석수가 적은 노선을 대상으로 경제적인 장비를 목표로 A330과 동시에 계획된 것이 A340-200, 300이다. 최초모델은 A340-200으로 A340-300과 최대 이륙 중량은 거의 동일하기 때문에 동체 연장형의 A340-300은 항속거리가 더 짧으나, 300형이 좀더 많이 팔렸다. A340-200은 루프트한자가, A340-300은 에어 프랑스가 처음으로 도입했다. 최종 호기는 A340-200이 브루나이 정부에 인도됐으며, A340-300는 핀에어가 도입했다.

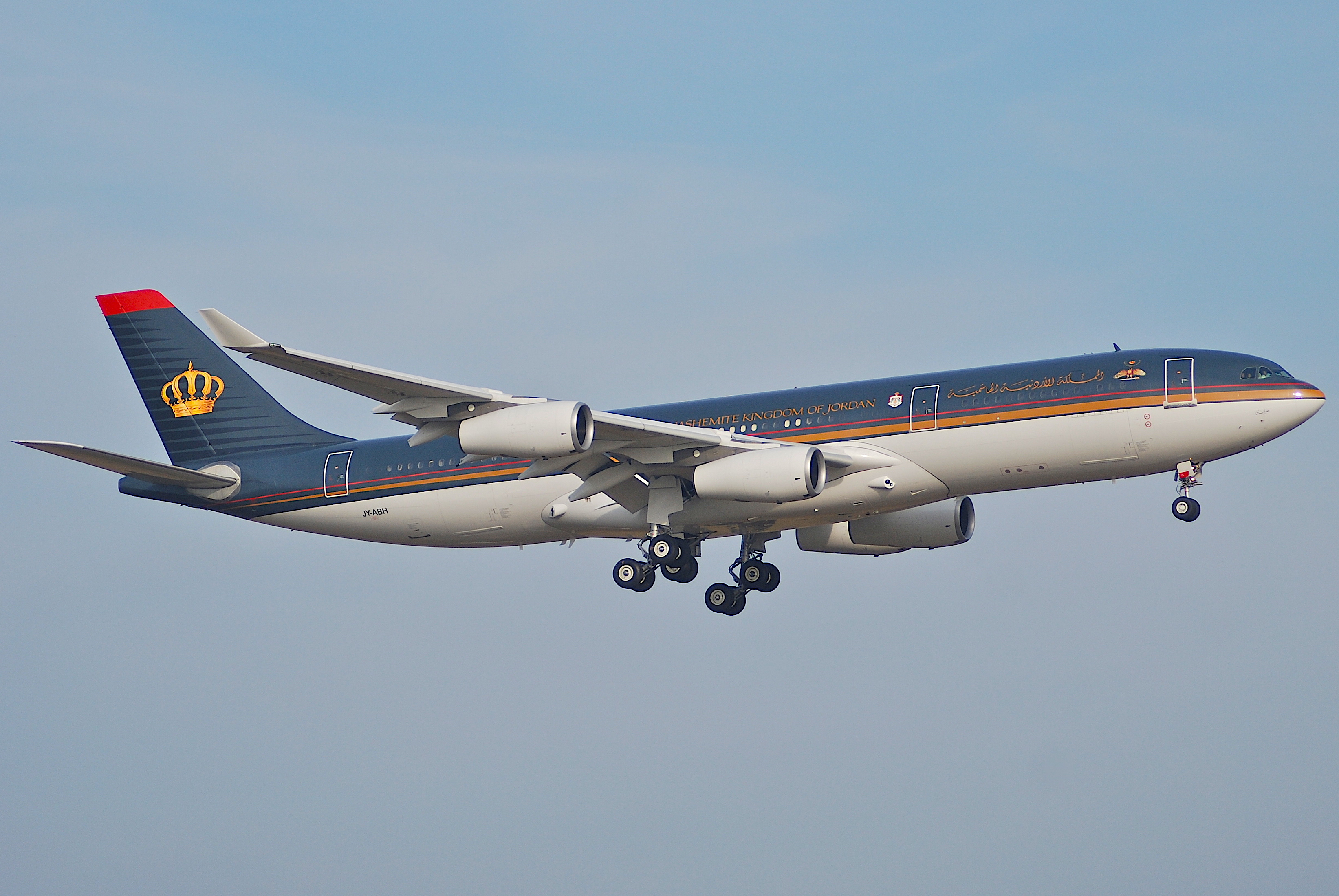
로열 요르단 항공의 A340-200 (퇴역)
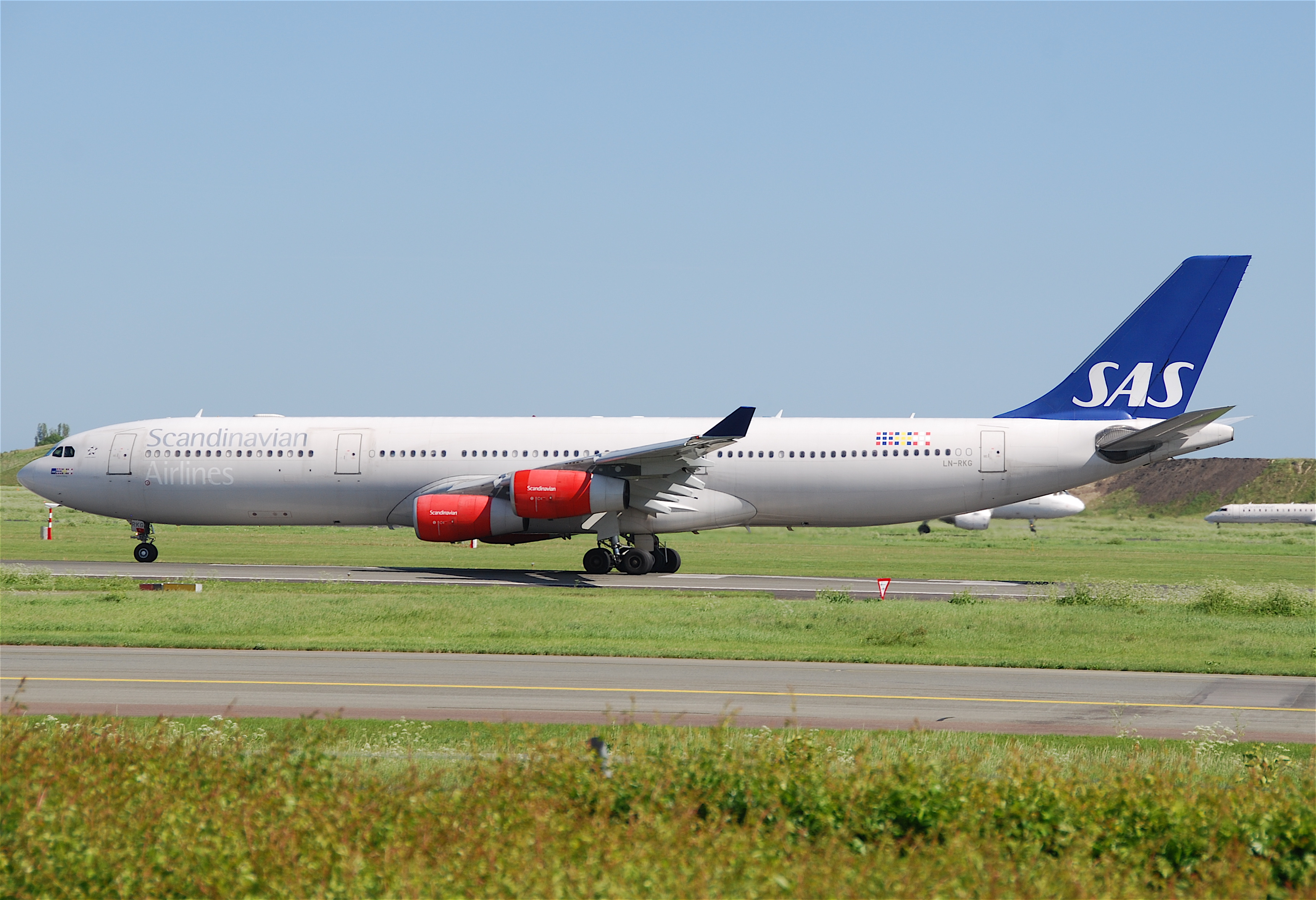
스칸디나비아 항공의 A340-300 (퇴역)

### A340-500, 600
A340-200/300보다 더 먼 거리 또는 대형 여객기로 계획한 기체로, 동체 단면은 200/300에서 사용한 것을 사용하고 날개와 엔진이 변경되었다. 엔진은 롤스로이스의 트렌트 500만 이용했다. 또 글래스 칵핏이 기존 CRT 계기에서 업그레이드된 LCD 계기로 변경되었다. A340-500은 A340-300 주익 앞으로 0.53m, 뒤로 1.07m 연장한 기종으로 A340-600은 A340-300 주익 앞으로 5.8m, 뒤로 3.2m 연장되었다. 이에 따라 연료 탑재 용량도 증가했지만 최대 이륙 중량은 거의 동일하므로, 200/300의 관계와 마찬가지로 동체가 긴 A340-600이 더 A340-500에 비해 항속거리는 짧지만 A340-300보다 오래 비행할 수 있다. A340-600는 보잉 777-300과 마찬가지로 객실 부분은 싱글 데크다. 또한 2009년 11월 보잉 747-8F가 롤 아웃될 때까지 여객 항공기 화물 적재량 세계 최대였다. 초도기로는 A340-500이 2003년 11월 22일 에미레이트 항공에 인도했으며, A340-600은 2002년 7월 26일에 버진 애틀랜틱 항공에 각각 전달됐다. 최종 기체는 2010년 7월 16일 이베리아 항공에 600형이 인도된 후 단종되었다.

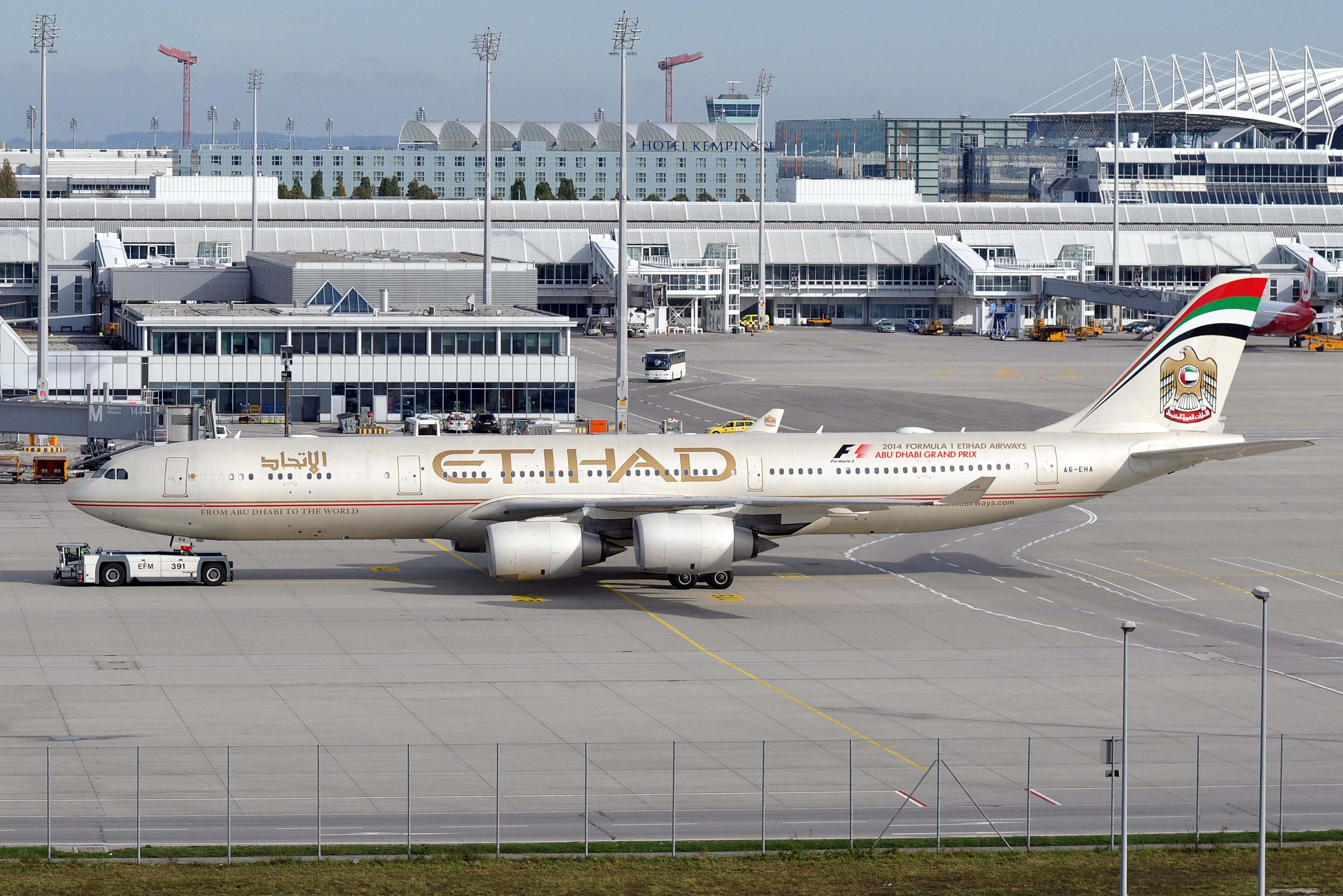
에티하드 항공의 A340-500 (퇴역)
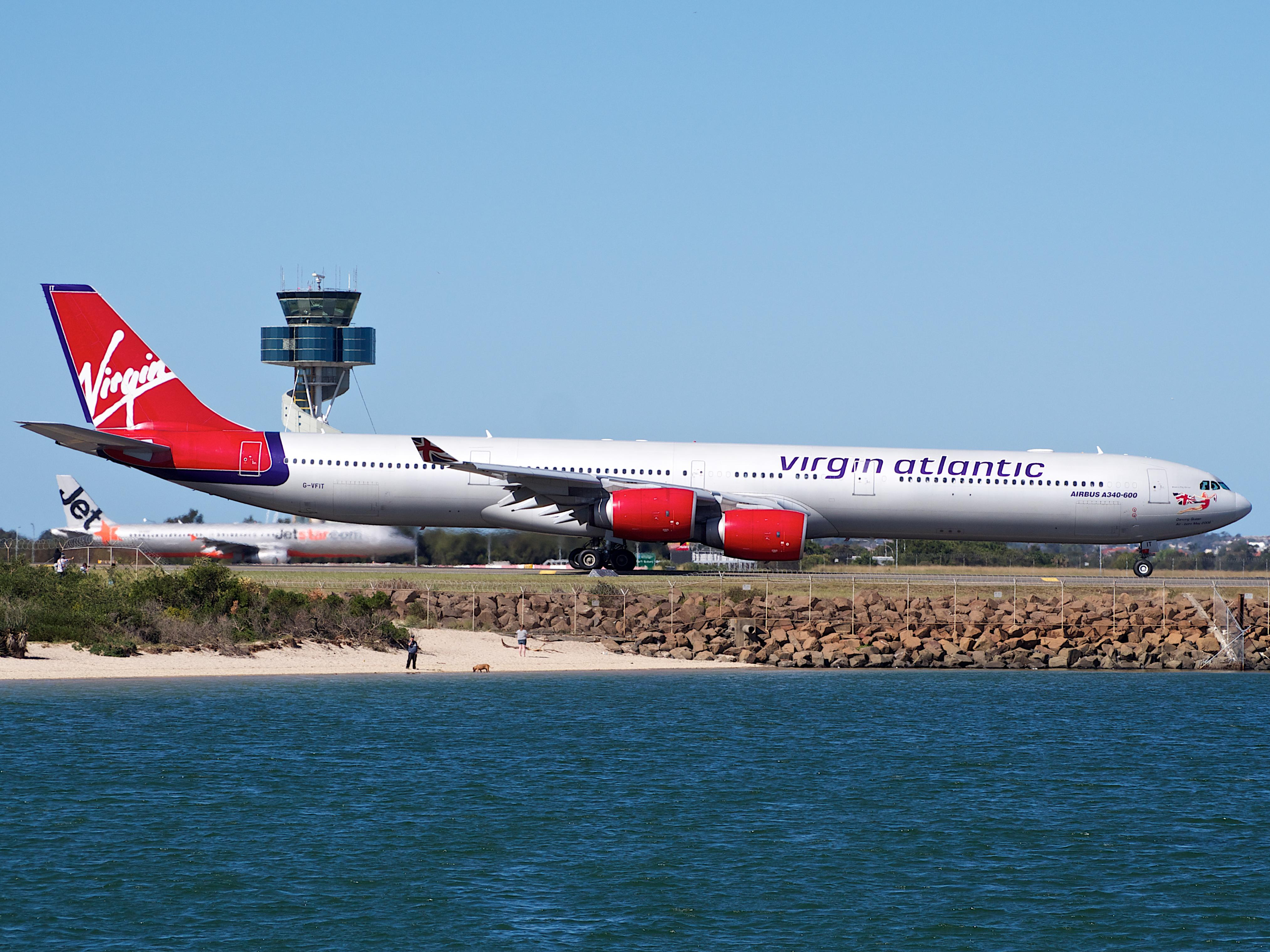
버진 애틀랜틱 항공의 A340-600 (퇴역)

## 항공사 주문량
| 도입 년도 | 도입 년도 | 도입 년도 | 도입 년도 | 도입 년도 | 도입 년도 | 도입 년도 | 도입 년도 | 도입 년도 | 도입 년도 | 도입 년도 | 도입 년도 | 도입 년도 | 도입 년도 | 도입 년도 | 도입 년도 | 도입 년도 | 도입 년도 | 도입 년도 | 도입 년도 | 도입 년도 | 도입 년도 |
| 유형      | 합계      | 2012      | 2011      | 2010      | 2009      | 2008      | 2007      | 2006      | 2005      | 2004      | 2003      | 2002      | 2001      | 2000      | 1999      | 1998      | 1997      | 1996      | 1995      | 1994      | 1993      |
| --------- | --------- | --------- | --------- | --------- | --------- | --------- | --------- | --------- | --------- | --------- | --------- | --------- | --------- | --------- | --------- | --------- | --------- | --------- | --------- | --------- | --------- |
| A340-200  | 28        |           |           |           |           |           |           |           |           |           |           |           |           |           |           | 1         | 3         | 3         | 5         | 4         | 12        |
| A340-300  | 218       |           |           |           |           | 3         | 2         | 2         | 4         | 5         | 10        | 8         | 22        | 19        | 20        | 23        | 30        | 25        | 14        | 21        | 10        |
| A340-500  | 34        | 2         | 0         | 2         | 2         | 1         | 4         | 5         | 9         | 7         |           |           |           |           |           |           |           |           |           |           |           |
| A340-600  | 97        |           |           | 2         | 8         | 8         | 8         | 18        | 15        | 14        | 16        | 8         |           |           |           |           |           |           |           |           |           |
| 합계      | 377       | 2         | 0         | 4         | 10        | 13        | 11        | 24        | 24        | 28        | 33        | 16        | 22        | 19        | 20        | 24        | 33        | 28        | 19        | 25        | 22        |

2015년 10월 기준.

## 사건 및 사고
- 에어프랑스 358편 추락 사고 (2005년)
- 에미레이트 항공 407편 파손 사고 (2009년)

## 보유 항공사

### 여객 항공사
| - 남아프리카 항공 - 루프트한자 - 마한 항공 - 스위스 국제항공 - 시리아 항공 - 아르헨티나 항공 - 아제르바이잔 항공 | - 에어 마다가스카르 - 에어 모리셔스 - 이란 아세만 항공 - 캄에어 - 에어 벨기에 | - 하이 플라이 |  |

### 정부 항공사
| - 독일 공군 - 미라즈 항공 - 사우디 로얄 플라이트 - 아제르바이잔 정부 - 알제리 공군 - 요르단 로얄 플라이트 - 이집트 정부 | - 카타르 아미리 플라이트 - 쿠웨이트 로얄 플라이트 - 터키 정부 - 태국 공군 - 프랑스 공군 |  |

## 퇴역 항공사
| - AOM 프랑스 항공 - UTA 항공 - 걸프 에어 - 란 항공 (현. LATAM 칠레) - 사베나 벨기에 항공 - 사우디아 항공 - 싱가포르 항공 - 수리남 항공 - 에미레이트 항공 - 에어아시아 X - 에어 애틀랜타 아이슬란드 | - 에어 캐나다 - 에어 블루 - 에티하드 항공 - 오스트리아 항공 - 올림픽 항공 - 이집트 항공 - 아프리키야 항공 - 준 항공 - 중국국제항공 - 중국동방항공 - 중국서남항공 - 중화항공 - 캐세이퍼시픽 항공 - 콘비아사 항공 - 카타르 항공 - 쿠웨이트 항공 | - 타이 항공 - 터키항공 - 핀에어 - 필리핀 항공 - 하이난 항공 - 버진 애틀랜틱 항공 - 에어 타히티 누이 - 에어 프랑스 - 스칸디나비아 항공 - TAP 포르투갈 - 브뤼셀 항공 - 이베리아 항공 |  |

## 유사 항공기
- 에어버스 A330
- 에어버스 A380
- 보잉 777
- 보잉 747
- 보잉 787
- 일류신 Il-96
- 맥도널 더글러스 MD-11
- 맥도널 더글러스 DC-10
- 록히드 L-1011 트라이스타

## 같이 보기
- 에어버스 A330
- 보잉 777
- 일류신 Il-96
- 맥도널 더글러스 MD-11